# Asmus Ehrenreich von Bredow

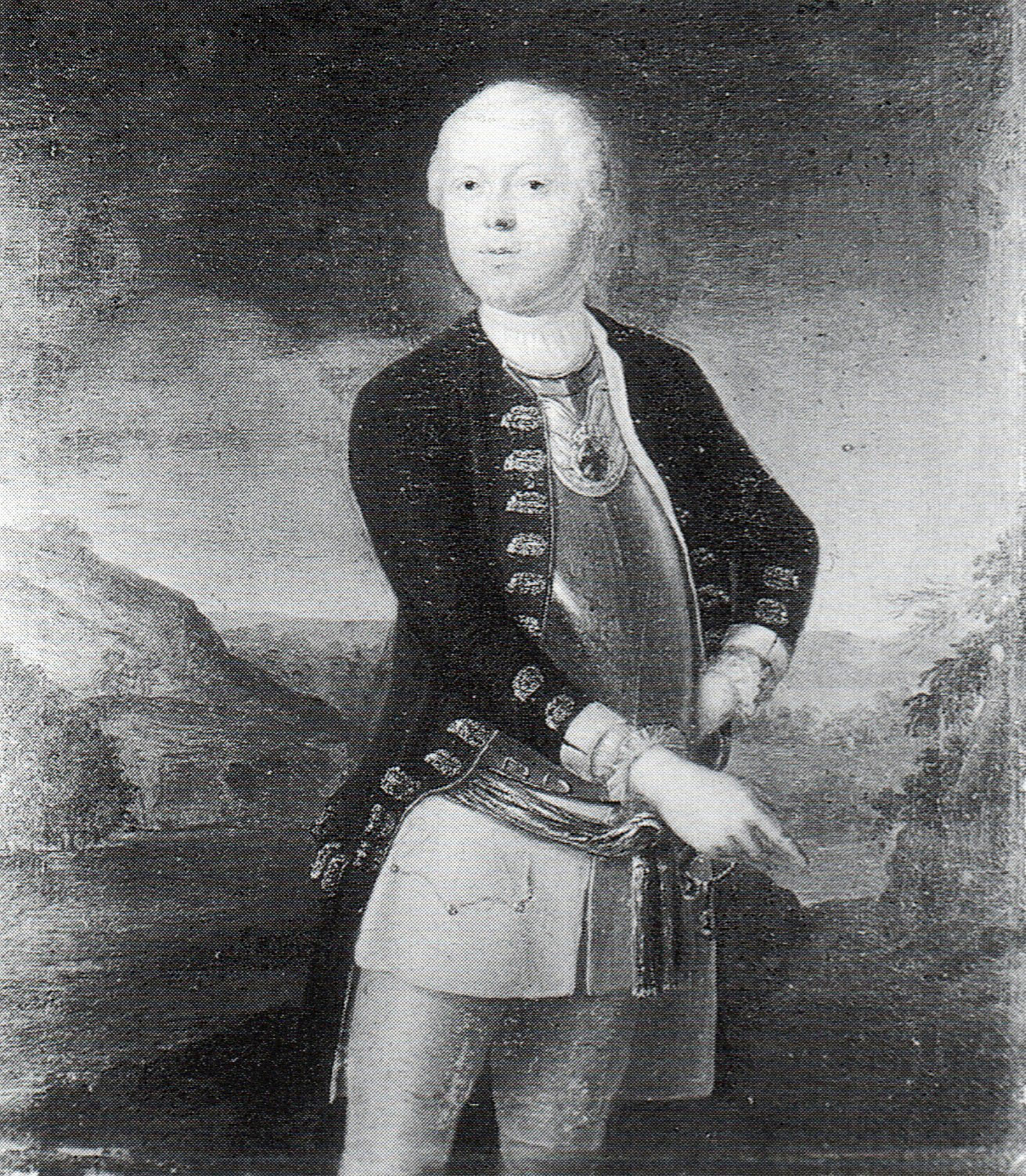
Asmus Ehrenreich von Bredow

Asmus Ehrenreich von Bredow (* 29. April 1693 in Senzke (Landkreis Westhavelland); † 15. Februar 1756 in Halberstadt) war ein preußischer Generalleutnant und Gouverneur von Kolberg. Ferner war er Ritter des Schwarzen Adlerordens, Domherr von Brandenburg, Inhaber zweier Amtshauptmannschaften, Erbherr der Worin’schen Güter in Ostpreußen.
Sein Vater war Asmus Ehrenreich von Bredow der Ältere (* 8. Juli 1646; † 17. April 1705) und seine Mutter dessen Frau Katharina Marie von Briest. Sein Bruder war Mathias Christoph von Bredow (* 27. Februar 1685 Senzke; † 20. Oktober 1734 auf Worinen), der sich als preußischer Beamter um die Entwässerung der Luch und den wirtschaftlichen Aufbau von Ostpreußen und Litauen einen Namen gemacht hat.

## Leben
Von 1706 bis nach 1711 war Asmus Ehrenreich von Bredow an der Ritterakademie Brandenburg. Dann studierte er von 1711 bis 1713 an der Universität Halle. 1714 kam Bredow zur preußischen Armee in das Infanterie-Regiment (Wartensleben). Dort wurde er am 19. Mai 1714 Fähnrich. 1715 nahm er am Pommernfeldzug teil. Er fiel durch seine Gelehrsamkeit auf und wurde am 13. März 1739 zum Amtshauptmann von Hamm ernannt. Er war ein Liebling von König Friedrich Wilhelm I. und so durfte er während dessen Krankheit die Nachtwache halten, bis der König starb. Der neue König Friedrich II. beförderte ihn noch 1740 vom Major zum Oberst der neuerrichteten Garde.
Am 13. Mai 1743 wurde er zudem Amtshauptmann von Schlüsselburg. Ferner wurde er Generalmajor und Chef des Infanterie-Regiments 33. 1744 wird er zum Infanterie-Regiment 21 versetzt, dessen Chef er bis 1756 blieb.
Am 24. Mai 1747 wurde er zum Generalleutnant befördert. 
1748 erhielt er den Schwarzen Adlerorden. im September 1749 wurde er Gouverneur von Kolberg. Er wurde am 30. November 1753 Ehrenmitglied der Königlich-Preußischen Akademie der Wissenschaften.
Asmus Ehrenreich von Bredow wurde im Dom zu Halberstadt beigesetzt.